# Ciclo Lenoir

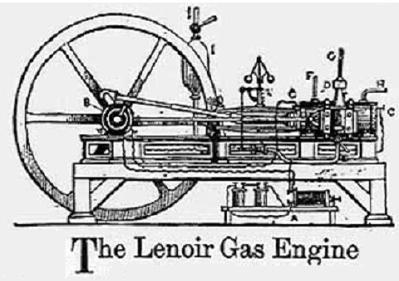
Lenoir Motor gasista 1860

Diagrama PV del ciclo Lenoir

Diagrama TS del ciclo Lenoir

El ciclo Lenoir es un ciclo termodinámico idealizado  a menudo utilizado en los modelos de motores de propulsión.  Está basado en el motor patentado por Jean Joseph Etienne Lenoir en 1860.  Este motor es a menudo considerado el primero de combustión interna comercialmente producido.  La ausencia de cualquier proceso de compresión en el diseño da baja eficacia térmica que el Otto y el ciclo de Diésel.
- Datos: Q690641